# Erich Heckelmann
Erich Heckelmann (né le 20 février 1935 à Daaden et mort le 21 juin 2022 à Grevenbroich) est un professeur et homme politique allemand (SPD).

## Biographie
Après avoir obtenu son diplôme d'études secondaires, Erich Heckelmann étudie au Collège pédagogique, passe l'examen d'État pour y enseigner en 1957, puis étudie dans un conservatoire, où il passe le deuxième examen d'État pour l'enseignement en 1961. Il suit ensuite un cours par correspondance en théologie protestante à l'université de Tübingen de 1972 à 1974 et travaille comme chef d'un groupe de travail pour la formation avancée des jeunes enseignants. En 2007, Erich Heckelmann est nommé président d'honneur de l'Aeroclub-Grevenbroich.
Erich Heckelmann a deux enfants nés en 1957 et 1962.

### Parti politique
Erich Heckelmann rejoint le SPD en 1956, devient membre du conseil du sous-district de l'arrondissement de Neuss en 1966 et le dirigé jusqu'en 1995.

### Parlementaire
De 1964 à 1974, Erich Heckelmann est conseiller à Neukirchen et président du groupe parlementaire SPD.
De 1964 à 1974, il est membre du conseil de l'arrondissement de Grevenbroich (de), de 1975 à 1979 et de 1994 à 1996, il est membre du conseil municipal de Grevenbroich et également maire à plein temps de 1994 à 1999.
De 1975 à 1994, il est membre du conseil de l'arrondissement de Neuss et président du groupe parlementaire SPD.
Il est membre du Landtag de Rhénanie-du-Nord-Westphalie du 17 avril 1978 au 28 mai 1980 et du 29 janvier 1981 au 5 juillet 1996. Son successeur est Franz Müntefering.
Du 1er juin 2001 au 31 mai 2005, il est le représentant du gouvernement régional pour les questions de réinstallation dans le district minier de lignite rhénan.